# 丁謂
丁 謂（てい い、966年 - 1037年）は、中国北宋初期の政治家・文人。字は初め謂之、後に公言と改める。蘇州長洲県の人。真宗の晩年に皇后劉氏と結んで実権を掌握、寇準を失脚させた。

## 生涯
呉越国に仕えた名家に生まれる。若くして文才に富み、古文派の大家王禹偁から「韓愈・柳宗元以来の才能」と激賞された。淳化3年（992年）、第四位の成績で進士甲科に及第、通判饒州となる。財政関係の差遣を歴任し、景徳3年（1006年）に権三司使に上った。
初め丁謂は寇準の推薦を受けたが、大中祥符元年（1008年）に寇準の政敵である王欽若が天書を偽造し真宗に封禅の儀を勧めるとこれに協力。財政長官として諸々の宗教儀式に伴う多額の出費を支え真宗の信任を得るが、民財を損なったと非難された。天禧3年（1019年）、王欽若が罷免され寇準が宰相に復帰すると丁謂はその下で参知政事（副宰相）を務めるが、両者の溝はすでに修復しがたいものとなっていた。翌天禧4年（1020年）丁謂は澶淵の盟で活躍した曹利用や馮拯・銭惟演といった有力者と結び、病気の真宗に代わり発言力を強めていた劉皇后の支持のもと寇準を追放し宰相となる。このとき寇準の党派とみなされた者の寇準を弁護した者は悉く官を落とされたという。
乾興元年（1022年）に真宗が崩ずると丁謂は劉太后の信任を失い、宦官の雷允恭が真宗の陵を擅に動かしたとして誅されたことに連座し罷免。崖州司戸参軍に左遷される。その後は明道2年（1033年）に劉太后の重病に伴う恩赦で致仕を許されるまで辺境の官を転々とし、隠棲した光州で没した。晩年は詩作にふけり、仏教に傾倒したともいわれる。撰書に『丁晋公談録』がある。

## 「鶴相」丁謂
丁謂は神仙の道を好み、自らを漢代の仙人丁令威の末裔と称した。しばしば瑞祥として鶴が舞ったと上奏したので「鶴相」とあだなされ、あるとき任地でカラスの群れを見た寇準は「丁謂がこれを見たら『玄鶴だ』と言うだろう」と笑ったという。

## 鬚の塵を払う
『宋史』「寇準伝」（巻281）より、宰相時代の寇準が自分の弟子である副宰相の丁謂と連れ立って会食した。そのさい、丁謂が寇準の鬚についていた食べ残しをぬぐったところ、余りにも見え透いたご機嫌取りに呆れた寇準から逆にたしなめられて恥じ入ったという。転じて、目上の人へのあからさまなおべっか、追従をさす故事となった。